# Анхель Гарсія Кабесалі
Анхель Гарсія Кабесалі (ісп. Ángel García Cabezali, нар. 3 лютого 1993, Мадрид) — іспанський футболіст, захисник кіпрського клубу АЕК (Ларнака).

## Ігрова кар'єра
Народився 3 лютого 1993 року в місті Мадрид. Вихованець юнацьких команд місцевих футбольних клубів «Бонанса», «Росаль Мадрид» та «Реал Мадрид». У дорослому футболі дебютував 2012 року виступами за команду «Реал Мадрид C», в якій провів два сезони, взявши участь у 51 матчі Сегунди Б, втім до першої команди не пробився.
Влітку 2014 року став гравцем клубу «Реал Вальядолід», де спочатку став грати за резервну команду «Реал Вальядолід Б» у Сегунді Б. Лише 9 вересня наступного року він дебютував у першій команді, зігравши в стартовому складі у виїзній грі проти «Реала Ов'єдо» (1:2) в Кубку Іспанії, а 11 жовтня 2015 року дебютував у Сегунді, вийшовши в стартовому складі та забивши гол в домашній грі проти того ж суперника, але і цього разу його команда програла 2:3. 8 червня 2016 року остаточно був переведений до основної команди та продовжив контракт до 2018 року.
4 січня 2018 року Анхель Гарсія перейшов до іншої команди Сегунди «Культураль Леонеса», але за підсумками сезону 2017/18 команда вилетіла до третього за рангом дивізіону, де захисник не був заявлений через більш жорсткий ліміт на гравців старше 23 років.
У січні 2019 року після перегляду став гравцем «Вісли» (Плоцьк), яку очолював його співвітчизник Кібу Вікунья, підписавши з польською командою шестимісячний контракт. При цьому за домовленістю з керівництвом «Леонеси» він вирішив покинути клуб на півроку, запевнивши, що після закінчення цього періоду він зможе повернутися в команду. 10 лютого 2019 року Гарсія дебютував у Екстракласі в матчі проти варшавської «Легії» (0:1). Після завершення сезону 2018/19, в якому він провів 16 матчів, іспанець продовжив контракт з клубом ще на рік.
В липні 2021 року підписав контракт з кіпрським клубом АЕК (Ларнака). Станом на 9 серпня 2022 року відіграв за клуб з Ларнаки 22 матчі в національному чемпіонаті.

## Титули і досягнення
- Володар Кубка Кіпру (1):

АЕК: 2024-2025